# گز آتشین
گز آتشین، گز مودار (نام علمی: Tamarix hispida) نام یک گونه از سرده گز است.